# 和合町
和合町（わごうちょう）は、かつて富山県婦負郡にあった町。現在は富山市北西端に位置する四方・倉垣・草島・八幡の4地区となっていて、四方地区の大字東岩瀬に町役場、八幡、布目に役場支所が設置されていた。
町名は同地にあった『和合中学校』からとられている。また、繁栄と和合という意味も込められている。

## 地理
北側は富山湾に面する。

## 沿革
- 1954年（昭和29年）3月30日 - 婦負郡四方町、倉垣村及び八幡村が合併して、婦負郡和合町が発足する。
- 1960年（昭和35年）10月1日 - 富山市に編入する。